# Ploaia radioactivă (Jericho)
Ploaia radioactivă este al treilea episod din sezonul 1 al serialului dramatic postapocaliptic Jericho. La data difuzării a avut o audiență de 11.47 milioane de spectatori.

## Sumar
Atât Robert Hawkins cât și Jake îi avertizează pe locuitorii din Jericho că o furtună radioactivă se îndreaptă spre oraș, de la Denver. Hawkins își justifică cunoștințele în domeniul acesta, spunând că, în calitate de polițișt, a fost obligat să se informeze după 11 septembrie. Ei au mai puțin de două ore spre a se pune la adăpost. Între timp, Emily, care rămăsese fără benzină, se întâlnește cu un echipaj de poliție de la care află despre atacuri. Cei doi polițiști sunt de acord să o ia cu ei, cu condiția ca Emily să îi conducă spre un loc de unde pot lua benzină. Emily le indică drumul spre ferma Richmond, locuința a doi rezidenți din Jericho, Bonnie și Stanley, fără să știe că cei doi polițiști sunt de fapt deținuții care l-au împușcat pe șerif. Totuși, tatuajul pe care-l vede pe unul o neliniștește și o face să regrete decizia de a veni cu ei dar era prea târziu.
Primarul Green hotărăște să aducă pe toți cei care nu aveau pivnițe în cele două adăposturi disponibile din Jericho: cel de la primărie și cel de la spital. Jake descoperă însă că adăpostul de la spital e inutilizabil din cauza ventilației defectuoase și a spațiului extrem de strâmt. Heather încearcă să-l ajute la repararea ventilației dar Jake își dă seama că nu vor reuși să facă asta în timp util. În același timp, fratele lui Jake, Eric Green, se duce la bar și se străduiește să convingă câțiva indivizi încăpățânați să vină în adăposturi. Când ei refuză, declarând că e mai bine să moară într-o explozie nucleară, Eric le pune în față scenariul morții prin otrăvire cu radiații și îi convinge astfel. Cu prilejul acesta, Eric își consolează iubita secretă, Mary Bailey, patroana barului.
Nereușind să repare sistemul de ventilație, Jake decide să aducă oamenii de la spital în adăpostul de la primărie, în ciuda obiecțiilor lui Eric. Când ajunge la primărie, Eric refuză să-i primească, explicându-le că pur și simplu nu mai e loc acolo. Cu greu, el își dă acceptul pentru primirea a încă 10 persoane printre care și soția sa, medicul April, dar atât. Jake hotărâște să ducă atunci oamenii în mina de sare din vecinătatea orașului. Acolo, pentru a nu permite ploii să curgă în puț, Jake ia decizia de a dinamita intrarea în mină. În oraș, Robert Hawkins, recepționează un mesaj Morse și își notează informațiile pe hârtie dar se ferește să dezvăluie ceva celorlalți, spunând că vechea stație de recepție funcționează defectuos. Gail descoperă panicată că nu îl găsește pe Johnston nicăieri. Într-un sfârșit, ea și cu Hawkins îl găsesc prăbușit în biroul său și îl duc la adăpost. Adolescentul Dale Turner se duce la o tânără răsfățată, Skylar, ai cărei părinți se aflau la New York și îi cere să vină la adăpost. Aceasta refuză dar acceptă ca Dale să rămână cu ea.
La ferma Richmond, Emily și cei doi deținuți o găsesc doar pe Bonnie, care îi întâmpină bucuroasă dar spune că trebuie să aștepte întoarcerea fratelui ei, Stanley, deoarece el are cheia de la rezervorul de benzină. În timp ce le făceau mâncare deținuților, Emily îi comunică pe ascuns lui Bonnie pericolul. Profitând de faptul că cei doi se așezaseră la masă, Emily se strecoară afară și încearcă să ia legătura prin stația radio din mașina poliției cu cei din Jericho, cerându-le ajutorul. Cei din mină o recepționează și Jake pleacă în ajutorul ei, nu înainte de a dinamita intrarea. El ajunge tocmai la timp pentru a le salva pe Emily și pe Bonnie din mâinile pușcăriașilor, care sunt uciși într-un schimb de focuri. Ei îi eliberează din portbagajul mașinii pe doi adjuncți ai șerifului și se pun la adăpost în pivniță, chiar în momentul când începea ploaia.
În pivnița casei lui, Hawkins se așază, în fața unei hărți a Statelor Unite. Cu grijă, el începe să ia bolduri dintr-un sertar și să marcheze orașele atacate. Însemnează astfel Denver și Atlanta dar continuă cu San Diego, Chicago, Philadelphia. Până la sfârșitul episodului, el mai ia încă trei bolduri din sertar fără să se arate unde le pune pe hartă.

## Codul Morse
Primul mesaj în codul Morse pe care Hawkins îl recepționează la radio este "DELTA COD DELTA 2 MINUTE AVERTIZARE". Cel de-al doilea mesaj se traduce "SCORUL RĂMÂNE NUL". Hawkins mai primește și un al treilea mesaj care nu se poate auzi, însă poate fi o listă a orașelor distruse judecând după scena de la sfârșit a hărții.

## Adăposturile anti-radiații
- Jericho are două mari adăposturi anti-radiații: unul sub primărie, celălalt sub spital. Primarul Green suggests ca oamenii ce au subsoluri la locuințe să le folosească fiindcă adăposturile nu puteau cuprinde întreaga populație a orașului.
- În afara orașului există o mină de sare abandonată, o alternativă acceptabilă la subsoluri sau alte construcții subterane antropice, în caz de nevoie.